# Highly Strung
«Highly Strung» es una canción de la banda de pop inglesa Spandau Ballet, que fue incluida en su cuarto álbum de estudio Parade. Compuesta por el guitarrista Gary Kemp, la compañía discográfica Chrysalis Records la publicó el 8 de octubre de 1984 como el tercer sencillo de dicho álbum. La producción estuvo a cargo del grupo junto a Steve Jolley y Tony Swain.

## Recepción
La canción tuvo un moderado éxito en el continente europeo, llegó al top 20 en la UK Singles Chart alcanzando la posición número 15. En Irlanda logró el puesto número 18 y en Países Bajos entró en el top 40, ocupando el lugar número 36. En Australia y Nueva Zelanda el éxito fue menor para «Highly Strung», alcanzó las posiciones 83 y 46 respectivamente.

## Lista de canciones
Sencillo de siete pulgadas (7")
1. «Highly Strung» – 4:11
2. «Highly Strung Version» – 4:04

Sencillo de doce pulgadas (12")
1. «Hughly Re-Strung» – 5:27
2. «Hughly Strung (Extended Version)» – 5:17

## Listas de popularidad
| Lista (1984–1985)                         | Máxima posición |
| ----------------------------------------- | --------------- |
| Australia (Australian Singles Chart)      | 83              |
| Países Bajos (Dutch Singles Chart)        | 36              |
| Irlanda (Irish Singles Chart)             | 18              |
| Nueva Zelanda (New Zealand Singles Chart) | 46              |
| Reino Unido (UK Singles Chart)            | 15              |